# 溪仔婆區
溪仔婆為是菲律賓馬尼拉市的「舊下城」（old downtown，老市區），素以販賣低價消費電子產品、自行車、手工藝品聞名。

## 地理
在地理上位於馬尼拉正中心偏北，毗連巴石河。

## 名稱
「Quiapo」一詞是自附近巴石河畔所生長的水捲心菜，他加祿語中稱為（菲律賓西班牙語拼寫為）。

## 歷史
從十九世紀前馬尼拉地圖顯示，溪仔婆本為一個貧窮的漁村，並且是沼澤地和淺水區。1578年，方濟各會到來菲律賓，並在此地建立了他們的主要傳教總處，並興建了多座教堂。耶穌會士後來於1581年抵達。方濟會主教佩德羅·包蒂斯塔請求將溪仔婆設為一個獨立的城鎮。1586年8月29日，當時的殖民地政府最終批准了請求。
而到了十九世紀末，隨著馬尼拉的貿易發展，溪仔婆的人口不斷增長。有大量富裕的歐洲人選擇於溪仔婆定居，而此中包括了不少西班牙軍官。溪仔婆乃因而成為一個高級住宅區。
由美國殖民地年代起一直至菲律賓獨立後，因靠近巴石河，與周邊地區逐漸融為一體。加上社區住宅和社區設施老化，富人紛紛搬離，取而代之者為貧窮人口，犯罪率大為增加。至1986年菲律賓革命之後，溪仔婆的活力進一步減弱，專賣市場填補了這一空缺，以容納溪仔婆教堂的遊客。

## 圖片

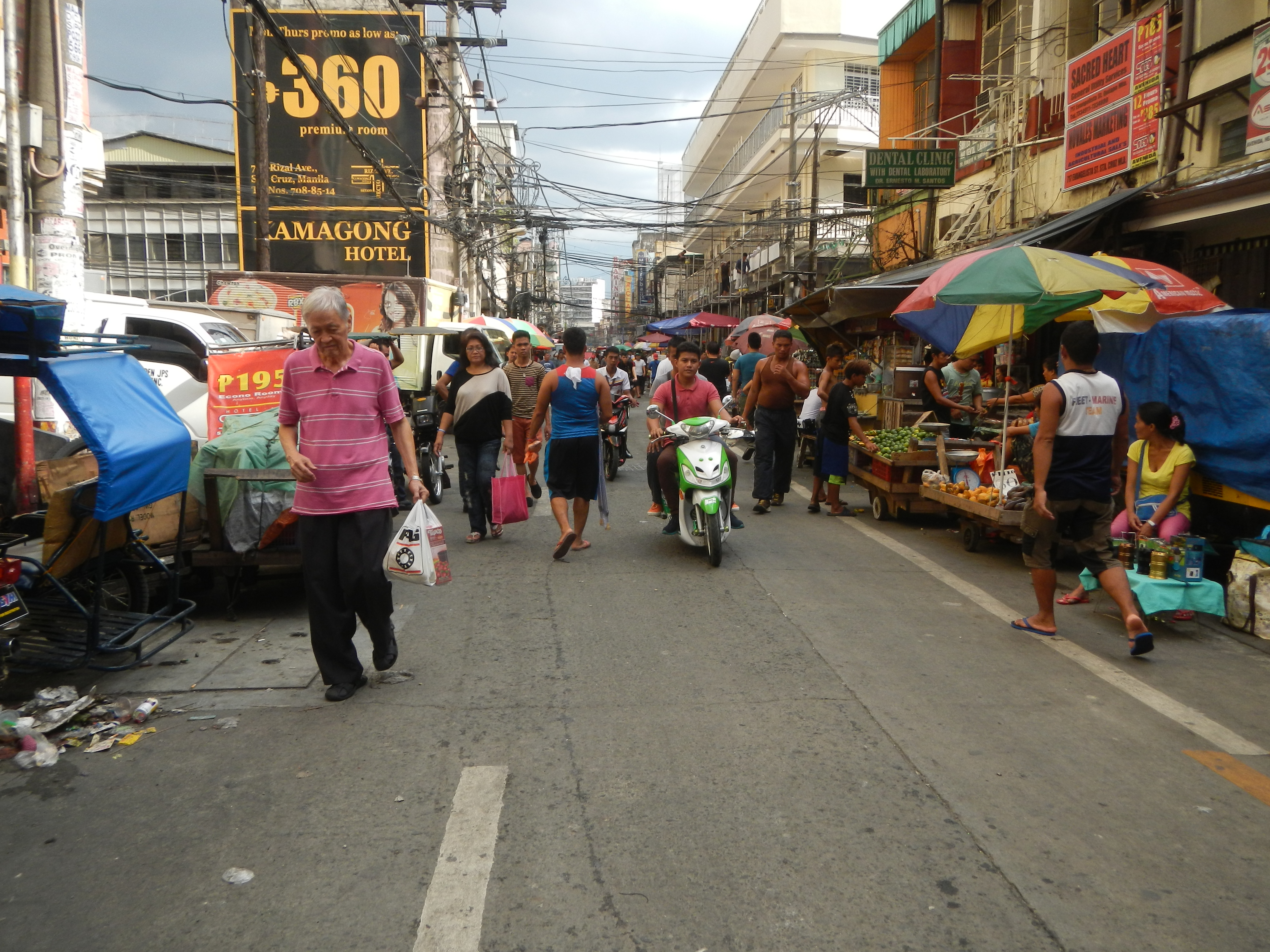
車水馬龍
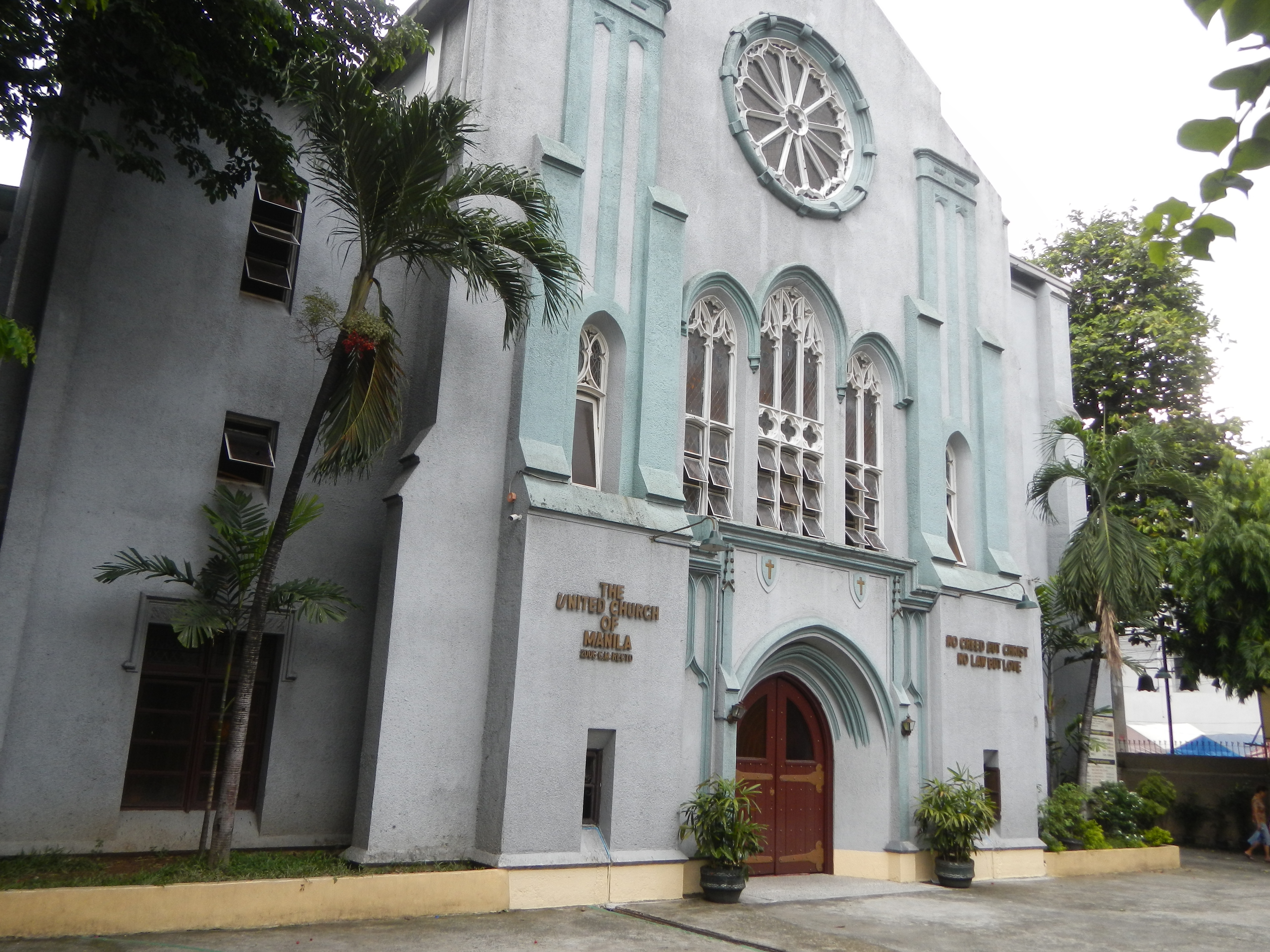
當區教堂
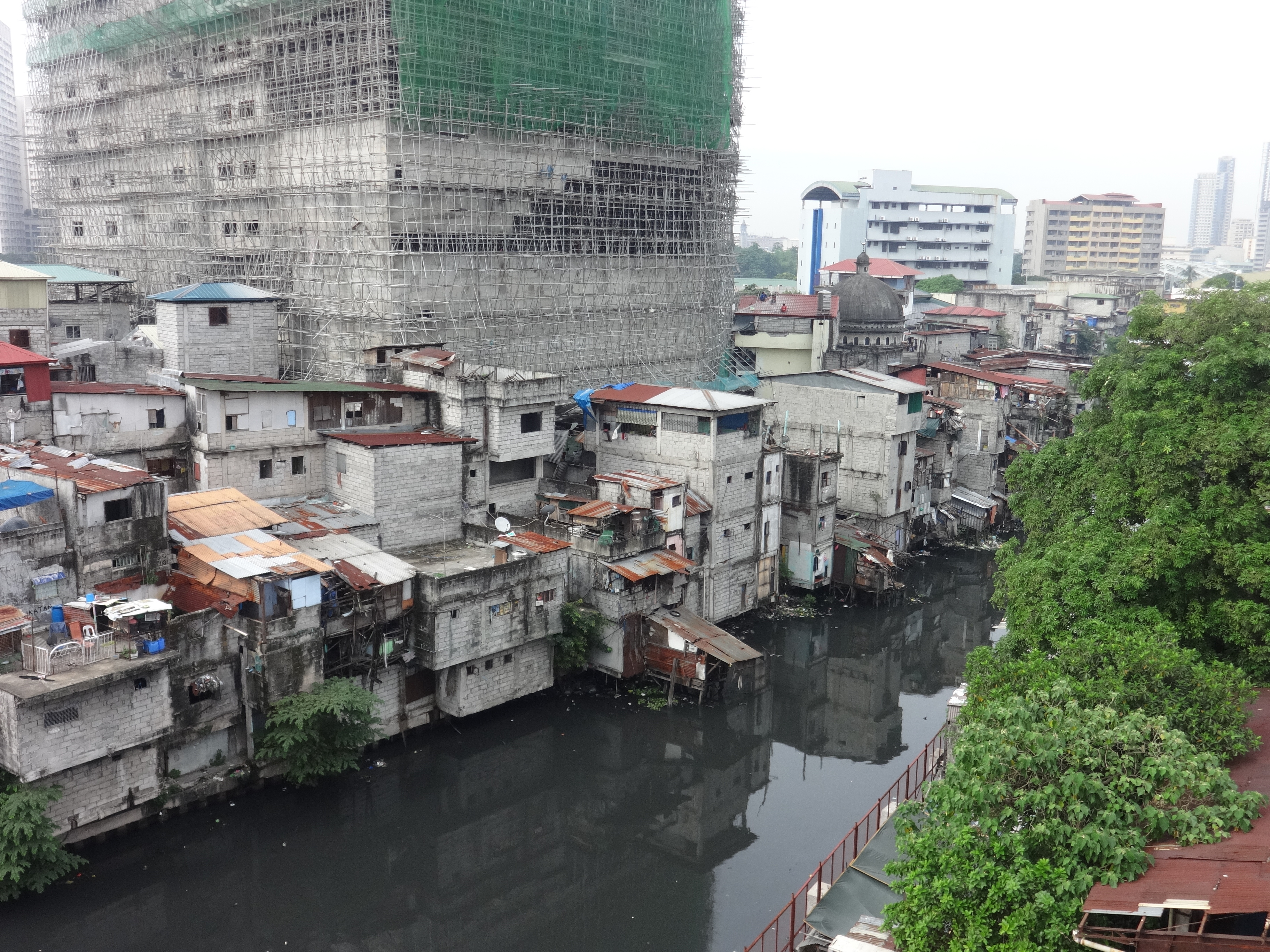
貧民區